# Popple Peak
Der Popple Peak (Afrikaans: Popplepiek; auch Khoko-Ntso, Khoko-Ntšo) ist ein Berg im Gebirgsstock der Drakensberge, Südafrika. Er steht im Grenzgebiet zwischen Südafrika und Lesotho, wobei der Gipfel sich im Hoheitsgebiet Lesothos befindet. Der Berg ist 3331 m hoch und überragt die Schichtstufen umgebender Berge um bis zu 300 m. Etwa vier Kilometer (Luftlinie) nordwestlich liegt der Gipfel des Njesuthi.
Der Gipfel wurde nach John Poppleton benannt, der die Bergspitze zusammen mit Barry Anderson und Des Watkins im Jahr 1946 erreicht hatte.